# 国王的恩赐：戎装公主
《国王的恩赐：戎装公主》是Katauri Interactive开发，在多数地区由1C Company发行的一款电脑游戏。它是策略游戏《国王的恩赐：传奇》的续作，与前作在游戏系统上并无多大区别，只是增加了一个新的女英雄和一些小更改。
该游戏游戏公布于2008年，俄语版最初于2009年4月10日发行，北美版本于2009年11月20日发行。

## 游戏内容
《戎装公主》的故事设定于《传奇》的10年后，达理昂世界被惡魔的持续侵略所困扰。为了拯救被围困的王国，他们念动了咒语，开启了通向另一个世界——狄那世界的通道。玩家扮演公主艾米丽开始她的冒险，以寻找享有盛誉的骑士比尔·吉尔伯特爵士。虽然找不着吉尔伯特，但狄那世界的居民们也提供了不少宝物，包括拥有神力的八个魔法石。
《戎装公主》保持了前作的许多特色。玩家依然可以选择騎士、聖騎士、魔法师三种职业，可以征召五种不同的兵种。游戏中征兵的地点有很多，但是部队的最大数量由玩家的“领导力”指数所限定。这些征募的部队在战斗中可以得到玩家的魔法、激励以及艾米丽宠物龙的协助。
世界地图由多个分散的岛屿组成，之间可以用船运输。每个岛的可征召部队和敌军都有不同特色。玩家只能去已探索地形的岛，游戏中有时英雄的坐骑能够飞，这样躲避敌人或去别的岛就更加容易了。

### 盟友
初到狄那世界后，艾米丽会获得一只小宠物龙。玩家将选择它的颜色和基本技能，它在余下的游戏中会伴随着公主。战斗中，可以召唤龙来攻击敌人，或以其他方式影响战果，这回用掉玩家累积的狂暴精神。龙不能被敌军伤害。每次用完一个技能后，龙必须沉睡至少一回合获更长时间。
公主在冒险时可以选择带上一个同伴，每个同伴可以带额外装备，并有不同的技能。同伴扮演的角色与《传奇》中的妻子类似。